# Pomicanje kontinenata
Pomicanje kontinenata je ideja da se kontinenti slobodno pomiču po površini Zemlje mijenjajući međusobne pozicije. Nikako se ne bi smjeli miješati pojmovi tektonike ploča i pomicanja kontinenata iz razloga što hipoteza pomicanja kontinenata pretpostavlja da su kontinenti mobilni, a oceanska kora pasivna, dok se kod tektonike ploča pomiču i kontinenti i oceani, tj. litosferne ploče na kojima se nalaze. 

## Početci ideje
Početkom 20. stoljeća njemački meteorolog Alfred Wegener uočio je da Južna Amerika, Afrika, Indija, Antarktika i Australija imaju gotovo identične kasno paleozojske stijene i fosile. Smatrao je da se te sličnosti mnogo lakše mogu objasniti ako su kontinenti bili spojeni, nego ako su i u to vrijeme bili u današnjim pozicijama. Taj divovski paleozojski superkontinent nazvao je Pangea. Pangea se najprije raspala na dva dijela: Lauraziju ( Sjeverna Amerika Euroazija bez Indije) te Gondvanu (svi današnji kontinenti južne polutke uključujući i Indiju). Daljnja potvrda njegove hipoteze bila je rasprostranjenost kasno paleozojske glacijacije.
Wegener je također rekonstruirao stare klimatske zone. Glacijalni tilit i strijacije ukazuju na hladnu klimu u blizini sjevernog ili južnog pola; koraljni grebeni na topla mora u blizini ekvatora; ukršteno naslagani pješčenjaci na drevne pustinje u blizini južne ili sjeverne zemljopisne širine. Odredio je pozicije za svaki geološki period i našao da polovi tijekom geološke prošlosti nisu bili u istoj poziciji kao današnji polovi. Ovo očito gibanje polova nazvao je polarno lutanje. Ta pojava može biti objašnjena na više načina.
1. Kontinenti su ostali nepomični, polovi su se gibali: polarno lutanje.
2. Polovi su mirovali, a kontinenti se gibali: pomicanje kontinenata.
3. Obje pojave se događaju (što je najizvjesniji scenarij).

## Skepticizam u geološkim krugovima
U vrijeme kada se pojavila, ideja nije bila prihvaćena. Postojanje istih životinjskih fosila na različitim mjestima objašnjavano je kopnenim mostovima, a biljnih širenjem peludi pomoću vjetrova i oceanskih struja. Polarno lutanje  moglo je biti uzrokovano pomicanjem polova, a ne kontinenata. 
Međutim, najvažnija je bila činjenica da je mehanizam za koji je Wegener pretpostavio da pomiče kontinente bio fizički nemoguć. Naime, pretpostavio je da kontinenti plove kroz oceansku koru. Ova ideja bila je potpuno u suprotnosti s onim što se znalo o jakosti stijena u to vrijeme. Mehanizam koji je omogućavao pomicanje kontinenata bila je kombinacija centrifugalne sile nastale Zemljinom rotacijom i gravitacijskih sila koje uzrokuju morske mijene. Preciznim računanjem ovih sila pokazalo se da su premalene za pomicanje kontinenata.

## Novi dokazi

### Dokazi iz paleomagnetizma
Paleomagnetizam je znanost o Zemljinom magnetizmu tijekom geološke prošlosti. Sljedeći dokazi o pomicanju kontinenata došli su iz toga područja. Magnetski polovi smješteni su u blizini geografskih, bez obzira na to koliko se pomicali.
Mnoge stijene, pogotovo one koje sadržavaju mineral magnetit, sadrže podatke o snazi i smjeru Zemljinog magnetskog polja za vrijeme njihova formiranja. 
Kako magnetske silnice tonu dublje što su bliže sjevernome polu, nagnutost magnetske orijentacije sačuvana u mineralima magnetita može se koristiti za određivanje udaljenosti sjevernog pola od mjesta gdje se nalazi magentit. 
Za svaki geološki period sjevernoameričke stijene pokazuju drugačiji položaj magnetskih polova. Ta činjenica sama po sebi ne govori ništa o pomicanju kontinenata. Međutim, kada se ti podatci usporede s podatcima s ostalih kontinenata, krivulje koje označavaju položaje polova nisu jednako pozicionirane, iako imaju jednak oblik. Ne čini se izglednim da je svaki kontinent imao drugačiji magnetski pol, nego se pomicanjem kontinenata dobila različita pozicija krivulje položaja magnetskog pola.

### Nove podudarnosti u geologiji Afrike i Južne Amerike
Definiranjem ruba kontinentalne padine, a ne promjenjive obale kao ruba kontinenta, Afrika i Južna Amerika još su se bolje poklapale. Glacijalne strijacije išle su od Afrike do Atlantskog oceana, a one Južne Amerike iz Atlantskog oceana prema kontinentu, što je nemoguće jer ledenjaci se ne mogu pomicati iz oceana prema kontinentu. Kada bismo spojili ta dva kontinenta, strijacije bi se savršeno poklapale. 
Međutim, najviše impresionira podudarnost stijena Brazila i Gabona. Ove stijene slične su u tipu, strukturi, sijedu, fosilima, starosti i stupnju metamorfizma. 

## Utjecaj ideje
Wegenerova ideja potakla je žestoke rasprave unutar geološke zajednice, prije svega zato što je bila temeljena na pogrešnim pretpostavkama. Kako je već navedeno, plutanje kontinenata kroz oceansku koru bilo je fizički nemoguće. Međutim, bilo je očito da se dokazi koje je iznio ne mogu ignorirati. 
1962. američki geolog Harry Hess iznio je hipotezu o širenju morskog dna. Ujedinjavanjem njegove i Wegenerove ideje nastaje teorija koja je bila prava revolucija u geologiji – teorija tektonike ploča. Danas znamo da se kontinenti skupa s oceanima gibaju kao dijelovi litosfernih ploča.